# Evangelische Kirche (Oberbiel)

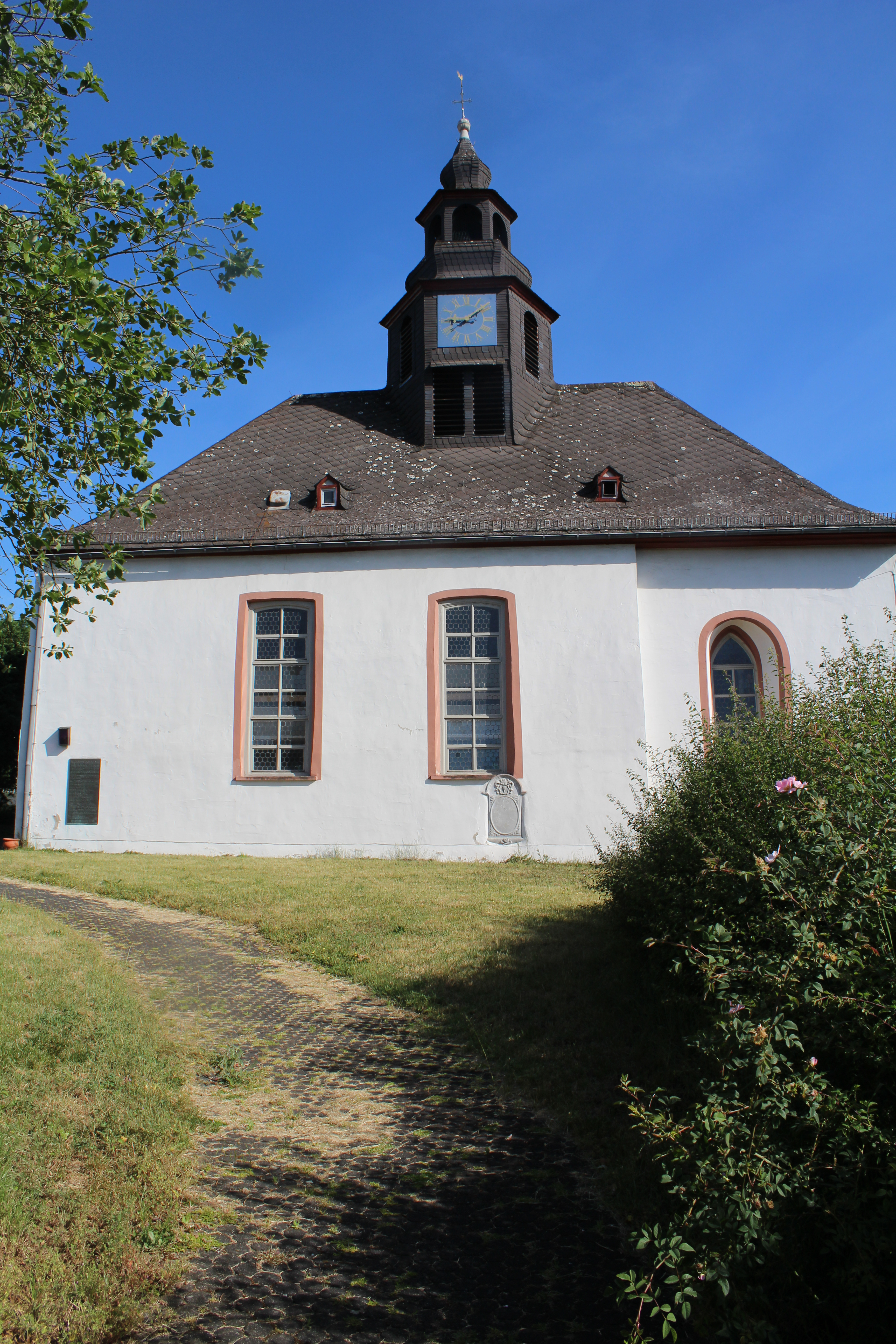
Kirche von Süden

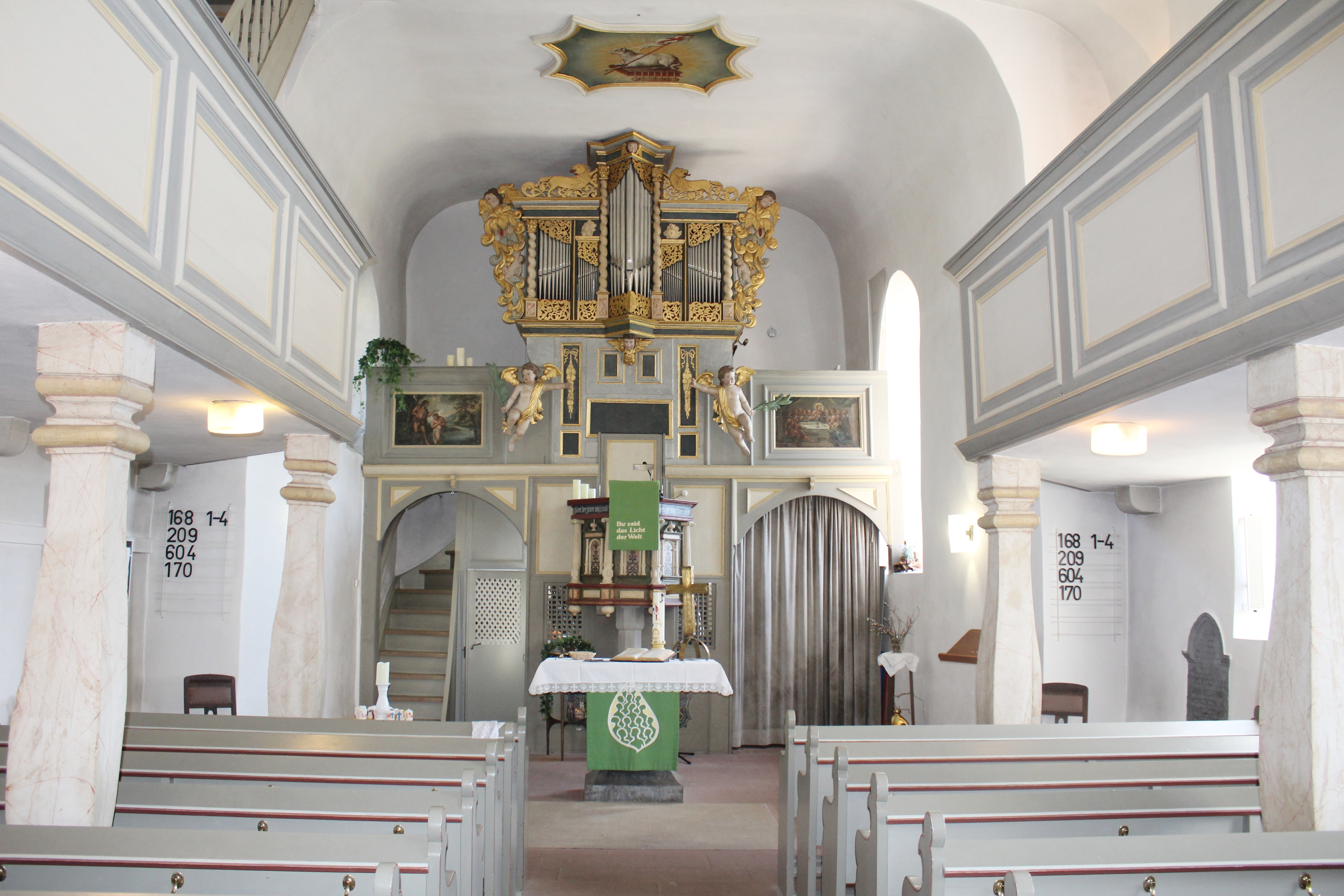
Innenraum Richtung Osten

Die Evangelische Kirche in Oberbiel in der Stadt Solms im Lahn-Dill-Kreis (Hessen) ist eine denkmalgeschützte Saalkirche. Das 1784 erneuerte barocke Kirchenschiff mit Walmdach und sechsseitigem Dachreiter ist an den mittelalterlichen Rechteckchor angebaut.

## Geschichte
Im Mittelalter war Oberbiel die Mutterkirche der Filialkirche Niederbiel und bildete mit ihr ein gemeinsames Kirchspiel. Albshausen und Steindorf wurden später nach dem Sendort Oberbiel eingepfarrt. Das Kirchspiel gehörte im Mittelalter zum Archipresbyterat Wetzlar im Archidiakonat St. Lubentius Dietkirchen in der Erzdiözese Trier. Sie war ursprünglich dem heiligen Vinventius geweiht. Im Jahr 1267 wird erstmals ein Bieler Pleban erwähnt. Die Herren von Cleen und von Werdorf hatten bis 1422 das Patronatrecht inne. In diesem Jahr übertrugen sie es dem Kloster Altenberg, dem die Kirchengemeinden inkorporiert wurden.
Die Einführung der Reformation vollzog sich stufenweise und über mehrere Jahre. Erste evangelische Tendenzen sind bereits unter Pfarrer Georg Schott (1517–1531) erkennbar, sodass er seines Amtes enthoben wurde. In den 1530er Jahren wandten sich die Menschen von römisch-katholischen Bräuchen wie Prozessionen ab und ab 1542 wurde in der Solmser Grafschaft die Abendmahlsfeier in beiderlei Gestalt durchgeführt. Spätestens 1549 wechselte die Oberbieler Kirchengemeinde unter Pfarrer Heiderich Tillenburg zum evangelischen Bekenntnis. Im Zuge der „Nachreformation“ unter Graf Konrad von Solms-Braunfels wurde am 7. September 1582 auf der Hungener Synode ein Wechsel der Solmser Pfarrer zum reformierten Bekenntnis beschlossen, was auch Folgen für die Kirchenausstattung hatte. Während des Dreißigjährigen Krieges wurde die Gemeinde ab 1626 für einige Jahre katholisch, bis die Schweden 1632 wieder die Ausübung des evangelischen Glaubens ermöglichten.
Im Jahr 1784 folgte eine Erneuerung des Schiffs, zu der der Fürst von Solms-Braunfels eine Kollekte genehmigte, die 333 Gulden ergab. Der Glockenstuhl wurde erneuert und mit Balken verstärkt, da der Turm einsturzgefährdet war, das Kirchendach zum großen Teil neu eingedeckt und der Eingang an die Westseite verlegt.
Das Oberbieler Kirchspiel wurde zum 1. April 1932 aufgelöst, doch blieb die pfarramtliche Verbindung von Albshausen und Steindorf mit Oberbiel noch bis 1954 bestehen, als die Kirchengemeinden Albshausen und Steindorf zu einer selbstständigen Pfarrei erhoben wurden. Am 1. Juli 1954 wurde Niederbiel eine selbstständige Kirchengemeinde. Die Oberbieler Kirchengemeinde ist evangelisch-reformiert und gehörte bis Ende 2018 zum Kirchenkreis Braunfels in der Evangelischen Kirche im Rheinland, der 2019 in den Evangelischen Kirchenkreis an Lahn und Dill aufging. Zum 1. April 2021 sind Niederbiel und Oberbiel eine pfarramtliche Verbindung eingegangen.

## Architektur

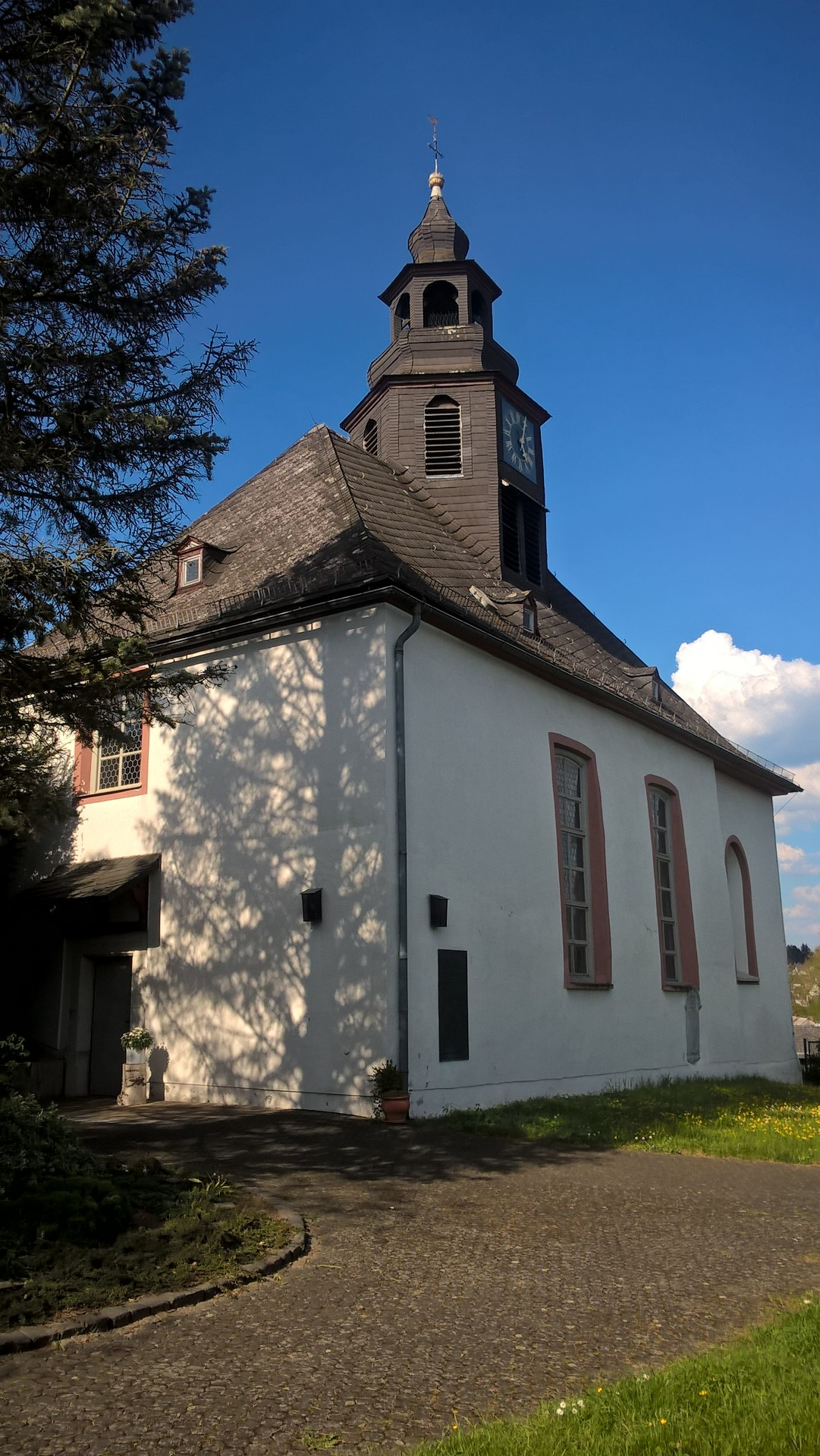
Kirche von Südwesten

Die nicht exakt geostete, sondern etwas nach Ost-Nordost ausgerichtete Saalkirche ist auf einer Anhöhe nördlich des alten Dorfzentrums errichtet. Sie steht inmitten des alten Friedhofs, dessen Umfriedungsmauer nur noch zum Teil erhalten ist.
Der Saalbau wird von einem verschindelten Walmdach bedeckt und an der südlichen Langseite durch zwei hohe Fenster des 18. Jahrhunderts mit flachem Stichbogen belichtet. An der Nordseite und an der Westseite über dem Portal ist je ein kleines hochsitzendes Fenster mit flachem Stichbogen eingelassen. Der Türsturz des hochechteckigen Westportals unter einem kleinen Vordach weist auf die Renovierung von 1784 hin. Der mittelalterliche Rechteckchor ist gegenüber dem Schiff etwas eingezogen und hat an den drei Seiten je ein Rundbogenfenster. Schiff und Chor werden unter einem gemeinsamen Dach vereint. Dem Walmdach ist mittig ein dreistufiger sechsseitiger Haubendachreiter aufgesetzt. An der Südseite des Schafts, der rundbogige und hochrechteckige Schallöffnungen für das Geläut aufweist, ist das Zifferblatt der Turmuhr angebracht. Über einer offenen Laterne mit rundbogigen Schallöffnungen erhebt sich die bauchige Haube, die von Turmknauf, Kreuz und Wetterhahn bekrönt wird. Die Glockenstube beherbergt ein Dreiergeläut von 1920. Die Stahlglocken wurden von Rincker als Ersatz für die 1917 abgelieferten Bronzeglocken gegossen.
An der Südseite ist ein graues Epitaph angebracht, das an den Oberbieler Pfarrer Jacob Wilhelm Caps († 1797) erinnert, in dessen Amtszeit der Umbau von 1784 fiel. Ein grauer Gedenkstein für seine Ehefrau Victoria Charlotta geb. Crollius († 1777) ist an der südlichen Innenwand eingemauert. Am westlichen Ende der Südmauer ist außen eine Bronzetafel angebracht, die neben den Eckdaten zur Oberbieler Kirchengeschichte die Namen der 21 Oberbieler Pastoren von 1570 bis 1977 trägt.

## Ausstattung

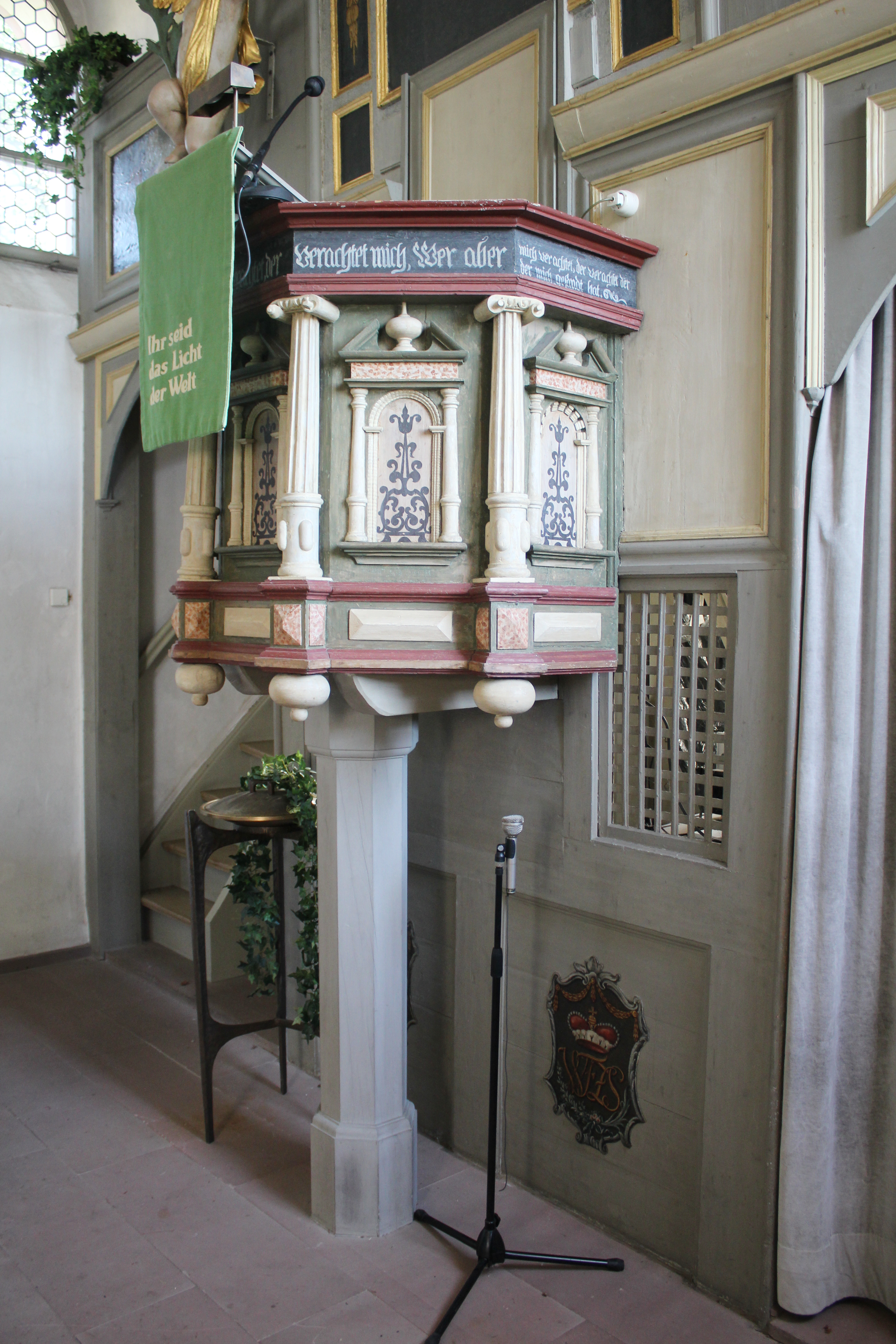
Renaissance-Kanzel

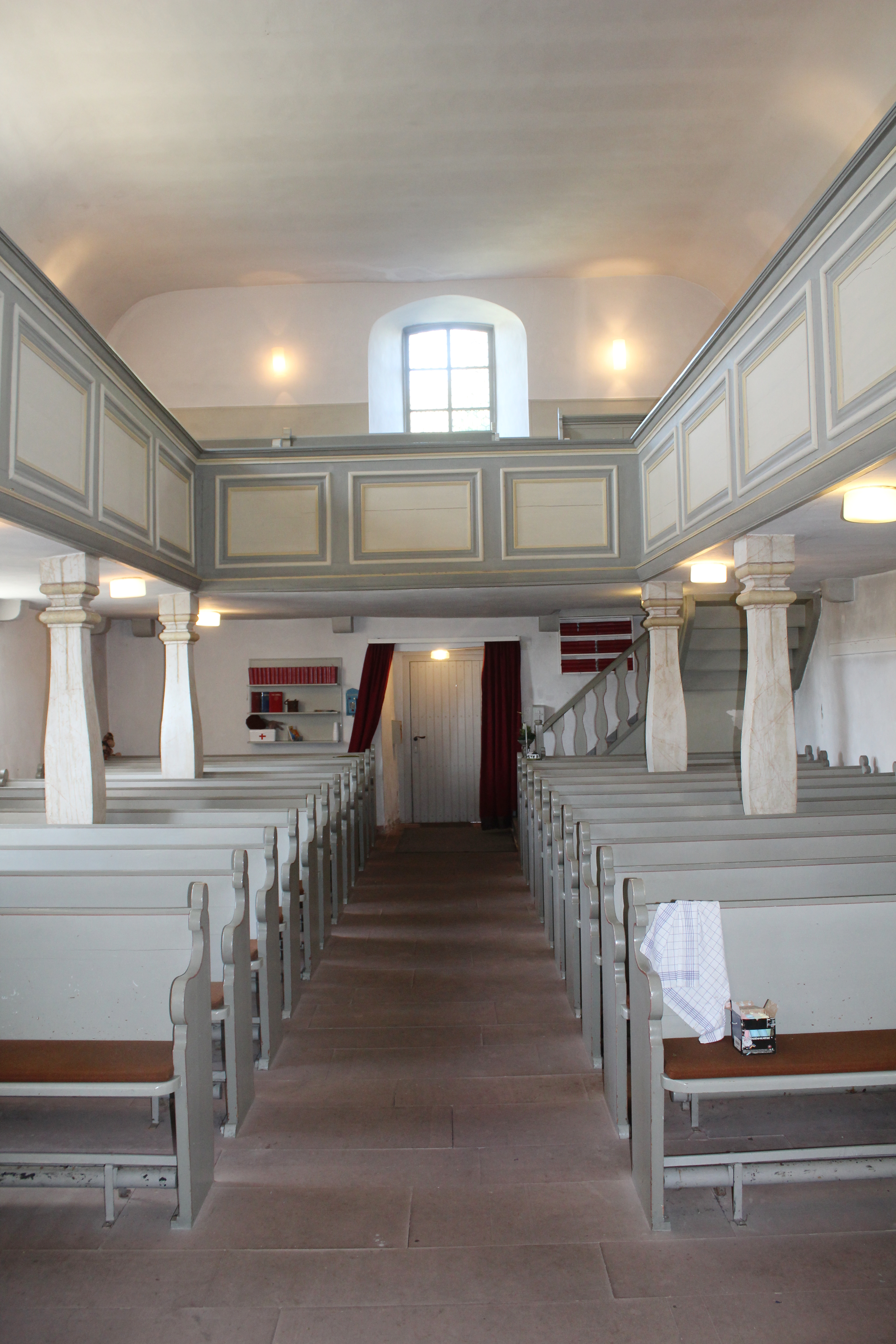
Innenraum Richtung Westen

Das Innere wird von einer Spiegeldecke abgeschlossen. In das Kirchenschiff wurde 1784 eine dreiseitig umlaufende Empore eingebaut, die auf bauchigen viereckigen Pfosten ruht. Die Brüstung hat querrechteckige Füllungen. Die Kanzelwand von 1784 mit Orgelempore im Osten hat zwei Stichbogenöffnungen, links für den Treppenaufgang zur Orgelempore und zur Kanzel und rechts für die Sakristei.
Die polygonale hölzerne Renaissance-Kanzel wurde um 1600 gefertigt. Die Auskragungen am unteren Kranzgesims bilden die Basen für die Freisäulen, die das obere Kranzgesims stützen. Auf dem oberen Fries ist der Bibelvers aus Lk 10,16  zu lesen. Säulen mit ionischen Voluten gliedern die Kanzelfelder, die mit ornamentalem Schnitzwerk unter Rundbogen verziert sind. ist Zwei Engel, die den verlorenen Schalldeckel ursprünglich gehalten haben, sind erhalten.
Die beiden Deckengemälde, die die Auferstehung Jesu und das Lamm mit dem Buch zeigen, stammen aus dem Kloster Altenberg. Sie waren ebenso wie die beiden Bilder an der Orgelbrüstung, die Abendmahlszene und die Taufe Christi darstellen, ein Geschenk von Wilhelm von Solms-Braunfels nach der Aufhebung des Klosters. Am Altar ist das Wappen des Fürsten von Solms-Braunfels angebracht. Das hölzerne Kirchengestühl lässt einen Mittelgang frei.

## Orgel

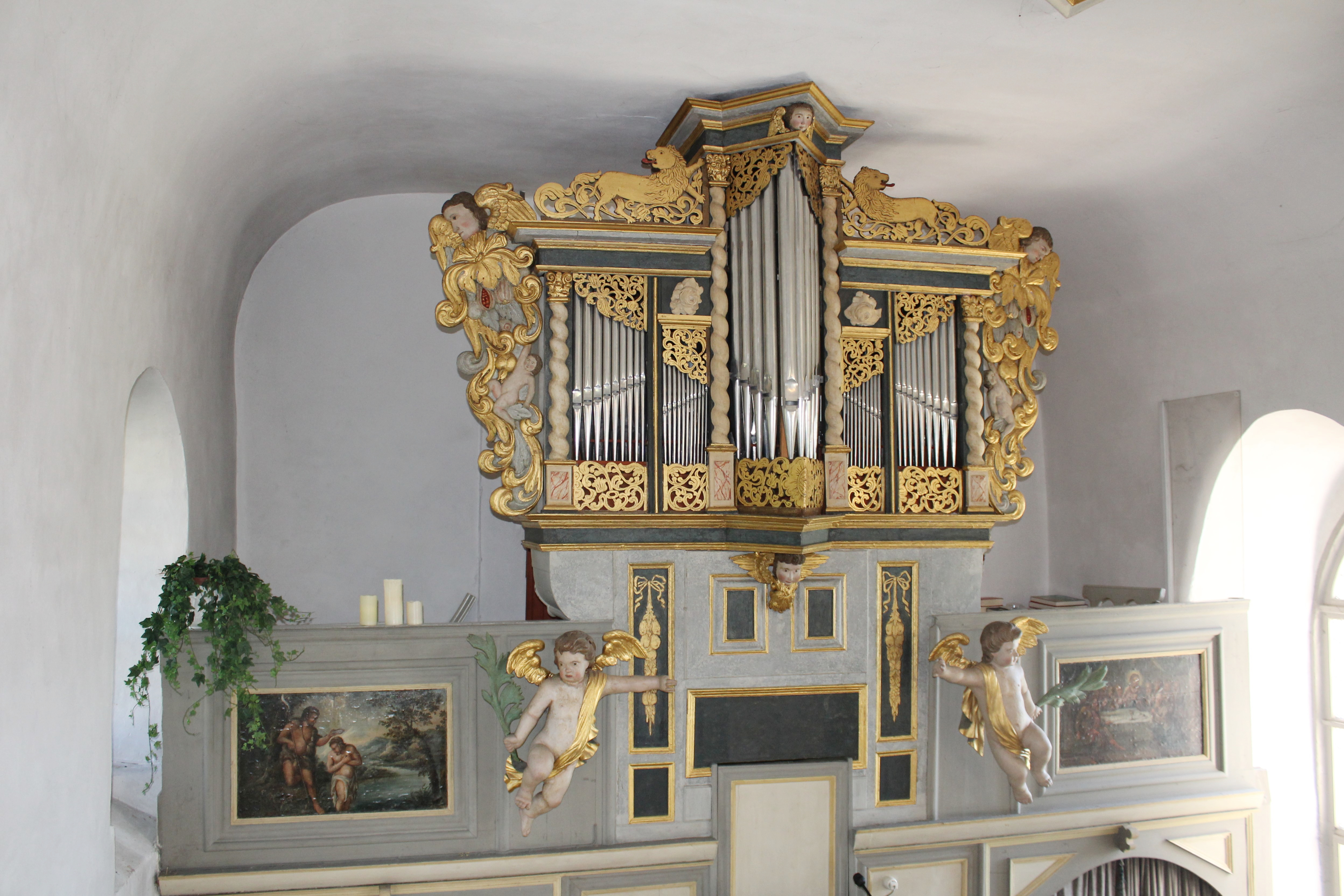
Barockorgel

Die seitenspielige Brüstungsorgel wird in die Zeit um 1700 datiert und geht wohl auf die Orgelbauerfamilie Grieb in Griedel zurück, deren Werkstatt später von Dreuth fortgeführt wurde. Sie ist weitgehend erhalten und damit eine der ältesten Orgeln der Region. Auf Grieb weist das Ein-Fuß-Register (1843 von Dickel als „Cympel“ bezeichnet), das ansonsten nur noch bei Johann Friedrich Macrander begegnet. Die Griebs hatten aber im Solmser Raum stärkeren Einfluss und bauten in der Schlosskirche Braunfels eine neue Orgel. Das Oberbieler Instrument verfügte ursprünglich über acht Register auf einem Manual mit fest angekoppeltem Pedal. Der fünfachsige Prospekt hat in der Mitte einen überhöhten Spitzturm, der von zwei gedrehten Säulen flankiert wird. Unter einem gemeinsamen Gesims, das von zwei vergoldeten Solmser Löwen bekrönt wird, schließen sich ein etwas niedrigeres Flachfeld mit einer Kämpferleiste und ein hohes Flachfeld an. Die Pfeifenfelder haben unten und oben vergoldete Schleierbretter. Den seitlichen Gehäuseabschluss bilden zwei gedrehte Freisäulen und Blindflügel aus Rocaillen mit Engelfiguren. Die Profile des unteren und oberen Kranzgesimses sind ebenfalls vergoldet. Unter dem Mittelturm dient ein Engelskopf als Konsole. Die Füllungen des Untergehäuses zeigen Girlanden mit Schleifen. In Höhe der Emporenbrüstung sind zwei Engel mit Palmzweig angebracht.
Die Orgel soll aus einer Burg oder einem Schloss der Umgebung stammen. Als Johann Peter Rühl aus Niederkleen, der Schwiegersohn von Johann Andreas Heinemann, 1784 die Orgel in die Kirche einbaute, gab er ihr eine neue Klaviatur mit den Basstönen Dis und Fis und verbesserte die Windladen. Dies lässt auf einen Ausbau des Manualumfangs schließen, der vor dem Umbau noch eine kurze Oktave aufwies. Nach Reparaturen 1821 durch Orgelbauer Johann Georg Bürgy ergänzte Peter Dickel 1843 als Pedalregister den Prinzipalbass 8′ und im Manualwerk die Hohlflöte 8′. Das Pedalwerk erhielt nach 1934 einen Subbass 16′ auf separater pneumatischer Lade. Bei einer Renovierung im Jahr 1970 durch Orgelbau Hardt wurden die Mixtur III und die Prospektpfeifen neu gefertigt, die Quinte 3′ durch die Mixtur-Terz zur Sesquialtera II ausgebaut und eine Trompete 8′ ergänzt. Der Subbass war zu diesem Zeitpunkt bereits nicht mehr vorhanden. Fünf der originalen Register aus der Zeit um 1700 sind erhalten. Die jüngste Renovierung für € 27.000 folgte im Jahr 2019 durch Hardt. Die Disposition mit neun Registern lautet wie folgt:
| I Manual CD–c3 |             |
| Gedackt        | 8′          |
| Prinzipal      | 4′          |
| Gedacktflöte   | 4′          |
| Oktave         | 2′          |
| Superoktav     | 1′          |
| Sesquialter II | 3′ + 1 3⁄5′ |
| Mixtur III     | 1′          |
| Trompete       | 8′          |

| Pedal C–f0    |    |
| Prinzipalbass | 8′ |

- Koppeln: I/P